# نووبادراکوو
نووبادراکوو (انگلیسی: Novobadrakovo) یک شهرک در شهرستان دیورتیورلینسکی در استان باشقیرستان کشور روسیه است.